# Nérignac

Nérignac este o comună în departamentul Vienne, Franța. În 2009 avea o populație de 141 de locuitori.